# Razdel (distrikt i Bulgarien, Jambol)
Razdel (bulgariska: Раздел) är ett distrikt i Bulgarien.   Det ligger i kommunen Obsjtina Elchovo och regionen Jambol, i den sydöstra delen av landet, 280 km öster om huvudstaden Sofia.
Omgivningarna runt Razdel är en mosaik av jordbruksmark och naturlig växtlighet. Runt Razdel är det ganska glesbefolkat, med 26 invånare per kvadratkilometer.